# ایسترمار
ایسترمار (به هلندی: Eastermar) یک منطقهٔ مسکونی در هلند است که در تیچرکسترادیل واقع شده‌است. ایسترمار ۱٬۵۷۵ نفر جمعیت دارد.